# Светско првенство у атлетици на отвореном 2013 — штафета 4 × 400 метара за мушкарце
Трка штафета 4 х 400 м у мушкој конкуренцији на Светском првенству у атлетици 2013. у Москви одржана је 15 и 16. августа на стадиону Лужники.
Титулу светског првака из Тегуа 2011. одбранила је штафета САД.

## Освајачи медаља
|                                                                                |                                                                          |                                                                |
| САД Дејвид Вербург Тони Макеј Арман Хол Лашон Мерит Џошуа Менс * Џејмс Харис * | Јамајка Рашин Макдоналд Едино Стил Омар Џонсон Џавон Франсис Џавир Бел * | Русија Максим Дилдин Лав Мосин Сергеј Петухов Владимир Краснов |

- Атлетичари који су означени звездицом су учествовали у штафети у предтакмичењу, али не у финалу, а сви су добили одговарајуће медаље.

## Рекорди пре почетка Светског првенства 2013.
10. август 2013.
| Светски рекорд              | САД · (Ендру Валмон, Квинси Вотс, Бач Рејнолдс, Мајкл Џонсон)                            | 2:54,29 | Штутгарт, Немачка  | 22. август 1993    |
| Рекорди светских првенстава | САД · (Ендру Валмон, Квинси Вотс, Бач Рејнолдс, Мајкл Џонсон)                            | 2:54,29 | Штутгарт, Немачка  | 22. август 1993    |
| Најбољи резултат сезоне     | Сједињене Државе · (Torrin Lawrence, Manteo Mitchell, Bershawn Jackson, Tony McQuay)     | 3:00,91 | Филаделфија, САД   | 27. април 2013     |
| Афрички рекорд              | Нигерија · (Клемон Чукву, Џад Моње, Сандеј Бада, Енофиок Удо Обонг)                      | 2:58,68 | Сиднеј, Аустралија | 30. септембар 2000 |
| Азијски рекорд              | Јапан · (Shunji Karube, Koji Ito, Jun Osakada, Shigekazu Omori)                          | 3:00,76 | Атланта, САД       | 3. август 1996     |
| Северноамерички рекорд      | САД · (Ендру Валмон, Квинси Вотс, Бач Рејнолдс, Мајкл Џонсон)                            | 2:54,29 | Штутгарт, Немачка  | 22. август 1993    |
| Јужноамерички рекорд        | Бразил · (Eronilde de Araújo, Cleverson da Silva, Клаудинеј да Силва, Sanderlei Parrela) | 2:58,56 | Winnipeg, Канада   | 30. јул 1999       |
| Европски рекорд             | Велика Британија · (Iwan Thomas, Mark Richardson, Jamie Baulch, Roger Black)             | 2:56,60 | Атланта, САД       | 3. август 1996     |
| Океанијски рекорд           | Аустралија · (Bruce Frayne, Gary Minihan, Richard Mitchell, Darren Clark)                | 2:59,70 | Лос Анђелес, САД   | 11. август 1984    |

## Критеријум квалификација
Квалификациона норма за учешће на првенству је резултат испод 3:05,00 у периоду од 1. јануара 2012. до 29. јула 2013.
Ово је ранг листа репрезентације које су испуниле норму у 2013.
1. 3:00.91	  Сједињене Државе « црвени »,	 Филаделфија 27. април 2013
2. 3:01.15	  Јамајка,			 Филаделфија, 27. април 2013
3. 3:02.19 A  Тринидад и Тобаго,	 Морелија 7. јул 2013
4. 3:02.23	  Бахаме, 	 Филаделфија, 	 27. април 2013
5. 3:02.53	  Саудијска Арабија,	 Пуна	  7. јул 2013
6. 3:02.71	  Венецуела, 	 Лос Анђелес	 12. мај 2013
7. 3:02.82 A  Доминиканска Република,	 Морелија	  7. јул 2013
8. 3:03.17 A  Куба,	 Морелија	  7. јул 2013
9. 3:03.70	  Русија, 	 Казањ	  12. јул 2013
10. 3:03.73  Бразил,	 Сао Паоло 	 18. мај 2013
11. 3:04.26  Нигерија,	 Warri	  14. јун 2013
12. 3:04.46  Јапан,	 Пуна 	 7. јул 2013
13. 3:04.61	  Италија, Мерсин  29. јун 2013
14. 3:04.90	  Белгија, Тампере 	 14. јул 2013
15. 3:04.92	  Шри Ланка, Пуна  7. јул 2013

Репрезентације које су норму испуниле у 2012.
1. 2:59.53	  Велика Британија,	Лондон (ЛОИ)	 10. август 2012
2. 3:01.58	  Аустралија,	Тегу 	 16. мај 2012
3. 3:01.77	  Немачка,	 Хелсинки	  1. јул 2012
4. 3:02.37  Пољска,	 Хелсинки	  1. јул 2012
5. 3:02.72	  Чешка Република, 	 Хелсинки	  1. јул 2012
6. 3:03.04	  Француска, Хелсинки 1. јул 2012, не учествује
7. 3:03.46	  Јужноафричка Република, Лондон (ЛОИ) 10. август 2012, не учествује
8. 3:03.84	  Боцвана,	 Warri 	 14. јун 2012
9. 3:03.89	  Шпанија,	 Рим	  31. мај 2012
10. 3:04.12	  Кенија, Порто Ново	1. јул 2012
11. 3:04.56	  Украјина,	 Хелсинки	  1. јул 2012

Укупно учествују 24 штафете.

## Квалификационе норме
| А норма | Б норма |
| ------- | ------- |
| 3:05,00 |         |

## Сатница
| Датум            | Време | Ниво          |
| ---------------- | ----- | ------------- |
| 15. август 2013. | 19:05 | Квалификације |
| 16. август 2013. | 21:30 | Финале        |

Сва времена су по локалном времену (UTC+4)

## Резултати

### Квалификације
За 8 места у финалу квалификовале су се по две првопласиране штафете из све три полуфиналне групе (КВ) и две штафете по постигнутом резултату (кв).,
| Поз. | Група | Стаза | Штафета                | Атлетичари                                                                      | Време   | Белешка |
| ---- | ----- | ----- | ---------------------- | ------------------------------------------------------------------------------- | ------- | ------- |
| 1    | 2     | 4     | САД                    | Џејмс Харис, Дејвид Вербург, Џошуа Менс, Арман Хол                              | 2:59,85 | КВ, СРС |
| 2    | 1     | 5     | Јамајка                | Рашин Макдоналд, Џавер Бел, Едино Стил, Џавон Франсис                           | 3:00,41 | КВ      |
| 3    | 2     | 7     | Тринидад и Тобаго      | Рени Квоу, Џерин Соломон, Лалонд Гордон, Деон Лендор                            | 3:00,48 | КВ, НРС |
| 4    | 1     | 2     | Уједињено Краљевство   | Конрад Вилијамс, Мајкл Бингам, Џејми Боуи, Мартин Руни                          | 3:00,50 | КВ, НРС |
| 5    | 2     | 5     | Белгија                | Антоан Жиле, Жонатан Борле, Дилан Борле, Кевин Борле                            | 3:00,81 | кв, НРС |
| 6    | 2     | 8     | Бразил                 | Pedro Luiz de Oliveira, Wagner Cardoso, Anderson Henriques, Hugo de Sousa       | 3:01,09 | кв, НРС |
| 7    | 2     | 3     | Пољска                 | Каспер Козловски, Рафал Омелко, Лукаш Кравчук, Марчин Марчинишин                | 3:01,73 | НРС     |
| 8    | 3     | 6     | Русија                 | Максим Дилдин, Лав Мосин, Сергеј Петухов, Владимир Краснов                      | 3:01,81 | КВ, НРС |
| 9    | 1     | 6     | Венецуела              | Артуро Рамирез, Алберто Агилар, Хосе Мелендез, Фреди Мазонес                    | 3:02,04 | НРС     |
| 10   | 1     | 7     | Јапан                  | Kengo Yamazaki, Јузо Канемару, Hideyuki Hirose, Hiroyuki Nakano                 | 3:02,43 | НРС     |
| 11   | 3     | 3     | Аустралија             | Стивен Соломон, Крејг Бернс, Александер Бек, Тристан Томас                      | 3:02,48 | КВ, НРС |
| 12   | 3     | 2     | Немачка                | Давид Голнов, Ерик Кригер, Томас Шнајдер, Јонас Плас                            | 3:02,62 | НРС     |
| 13   | 3     | 7     | Бахаме                 | Крис Браун, Wesley Neymour, Латој Вилијамс, Ojay Ferguson                       | 3:02,67 |         |
| 14   | 1     | 8     | Доминиканска Република | Arismendy Peguero, Густаво Куеста, Yon Soriano, Лугелин Сантос                  | 3:03,61 |         |
| 15   | 3     | 1     | Италија                | Марко Лоренци, Isalbet Juarez, Eusebio Haliti, Матео Галван                     | 3:03,88 | НРС     |
| 16   | 1     | 3     | Шпанија                | Roberto Briones, Самуел Гарсија, Mark Ujakpor, Марк Фредера                     | 3:04,07 | НРС     |
| 17   | 3     | 4     | Куба                   | Yoandys Lescay, Raidel Acea, Орестес Родригез, Osmaidel Pellicier               | 3:04,26 |         |
| 18   | 1     | 1     | Нигерија               | Ноа Акву, Abiola Onakoya, Tobi Ogunmola, Исах Салиху                            | 3:04,52 |         |
| 19   | 3     | 5     | Чешка                  | Daniel Němeček, Павел Маслак, Петр Лихи, Jan Tesař                              | 3:04,54 | НРС     |
| 20   | 3     | 8     | Саудијска Арабија      | Ismail Al-Sabani, Yousef Masrahi, Mohamed Ali Al-Bishi, Mohammed Al-Salhi       | 3:04,55 |         |
| 21   | 2     | 6     | Украјина               | Виталиј Бутрим, Михајло Книш, Јевген Гуцол, Владимир Бураков                    | 3:04,98 | НРС     |
| 22   | 1     | 4     | Боцвана                | Pako Seribe, Obakeng Ngwigwa, Ајзак Маквала, Thapelo Ketlogetswe                | 3:05,74 | НРС     |
| 23   | 2     | 1     | Кенија                 | Mike Mokamba Nyang'Au, Alphas Kishoyian, Anthony Chemut, Moses Kipkorir Kertich | 3:06,29 | НРС     |
| 24   | 2     | 2     | Шри Ланка              | Priyashantha Dulan, Dilhan Aloka, Chanaka Kalawala, Kasun Kalhar Seneviratne    | 3:06,59 |         |

### Финале
Финале је стартовало у 18:40.,
| Пласман | Стаза | Штафета              | Атлетичари                                                                | Време   | Белешке |
| ------- | ----- | -------------------- | ------------------------------------------------------------------------- | ------- | ------- |
|         | 5     | САД                  | Дејвид Вербург, Тони Макеј, Арман Хол, Лашон Мерит                        | 2:58,71 | СРС     |
|         | 4     | Јамајка              | Рашин Макдоналд, Едино Стил, Омар Џонсон, Џавон Франсис                   | 2:59,88 | НРС     |
|         | 6     | Русија               | Максим Дилдин, Лав Мосин, Сергеј Петухов, Владимир Краснов                | 2:59,90 | НРС     |
| 4       | 7     | Уједињено Краљевство | Конрад Вилијамс, Мартин Руни, Мајкл Бингам, Најџел Левин                  | 3:00,88 |         |
| 5       | 1     | Белгија              | Жонатан Борле, Кевин Борле, Дилан Борле, Will Owoye                       | 3:01,02 |         |
| 6       | 3     | Тринидад и Тобаго    | Рени Квоу, Лалонд Гордон, Џехју Гордон, Џерин Соломон                     | 3:01,74 |         |
| 7       | 2     | Бразил               | Pedro Luiz de Oliveira, Wagner Cardoso, Anderson Henriques, Hugo de Sousa | 3:02,19 |         |
| 8       | 8     | Аустралија           | Стивен Соломон, Александер Бек, Крејг Бернс, Тристан Томас                | 3:02,26 | НРС     |